# Ribosomaal RNA
De afkorting rRNA staat voor ribosomaal RNA, en is een speciaal RNA-molecuul dat belangrijk is voor de eiwitsynthese. Het rRNA-molecuul is een onderdeel van het ribosoom, en heeft als functie het katalyseren van de reactie die de eiwitketen verlengt.
Het feit dat het rRNA-molecuul zowel de eigenschappen van DNA heeft (informatie coderen, de mogelijkheid zichzelf te kopiëren) als van enzymen (namelijk het katalyseren van chemische reacties), maakt dat dit molecuul gezien wordt als een van de stappen in de evolutie van DNA. Het feit dat rRNA een enzymatische activiteit heeft, maakt het dan ook tot een ribozym.